# Jan Poděbradský
Jan Poděbradský (* 1. března 1974 Praha) je bývalý český atlet, který začínal jako vícebojař a později se specializoval také na hladkou čtvrtku. Nyní působí jako trenér v atletickém oddílu SK Aktis.

## Sportovní kariéra
Začínal jako fotbalista. Atletice se začal věnovat od roku 1985 na ZŠ Jeseniova v Praze 3. V letech 1989 – 1993 byl členem Bohemians Praha. Později hájil barvy Dukly Praha (1994 – 2004).
V roce 1991 obsadil na juniorském mistrovství Evropy v Soluni 13. místo v desetiboji. Stříbro zde tehdy mj. získal Tomáš Dvořák. Na následujícím ME juniorů ve španělském San Sebastiánu o dva roky později napodobil svého krajana a výkonem 7 396 bodů vybojoval stříbrnou medaili. V roce 1995 se zúčastnil MS v atletice v Göteborgu, kde desetiboj dokončil na celkovém 15. místě (7 961 bodů). Nejlepší výsledky podal především ve sprinterských disciplínách (100 m, 400 m, 110 m překážek). Na následujícím světovém šampionátu v Athénách v roce 1997 již závodil v běhu na 400 metrů. V pátém rozběhu však obsadil časem 46,52 s poslední, 7. místo, což k postupu do čtvrtfinále nestačilo. V roce 1998 se kvalifikoval na halový evropský šampionát do Valencie. Z rozběhu postoupil do semifinále, kde však dvakrát šlápl na čáru a byl diskvalifikován. Na ME v atletice 1998 v Budapešti skončil v semifinále na celkovém 13. místě (46,01 s).
V roce 2000 vybojoval v belgickém Gentu společně s Jiřím Mužíkem, Štěpánem Tesaříkem a Karlem Bláhou zlaté medaile na halovém ME ve štafetovém běhu na 4 × 400 metrů. V témže roce si vytvořil na vícebojařském mítinku ve francouzském Arles výkonem 8 314 bodů nový osobní rekord v desetiboji.
Osmnáctkrát reprezentoval v mezistátních utkáních (1991 – 2003), z toho dvanáctkrát v evropském poháru a jednou v kategorii do 22 let. Aktivní kariéru ukončil v roce 2004.